# Lepidium strictum
Lepidium strictum là một loài thực vật có hoa trong họ Cải. Loài này được (S. Watson) Rattan mô tả khoa học đầu tiên năm 1887.